# چناب

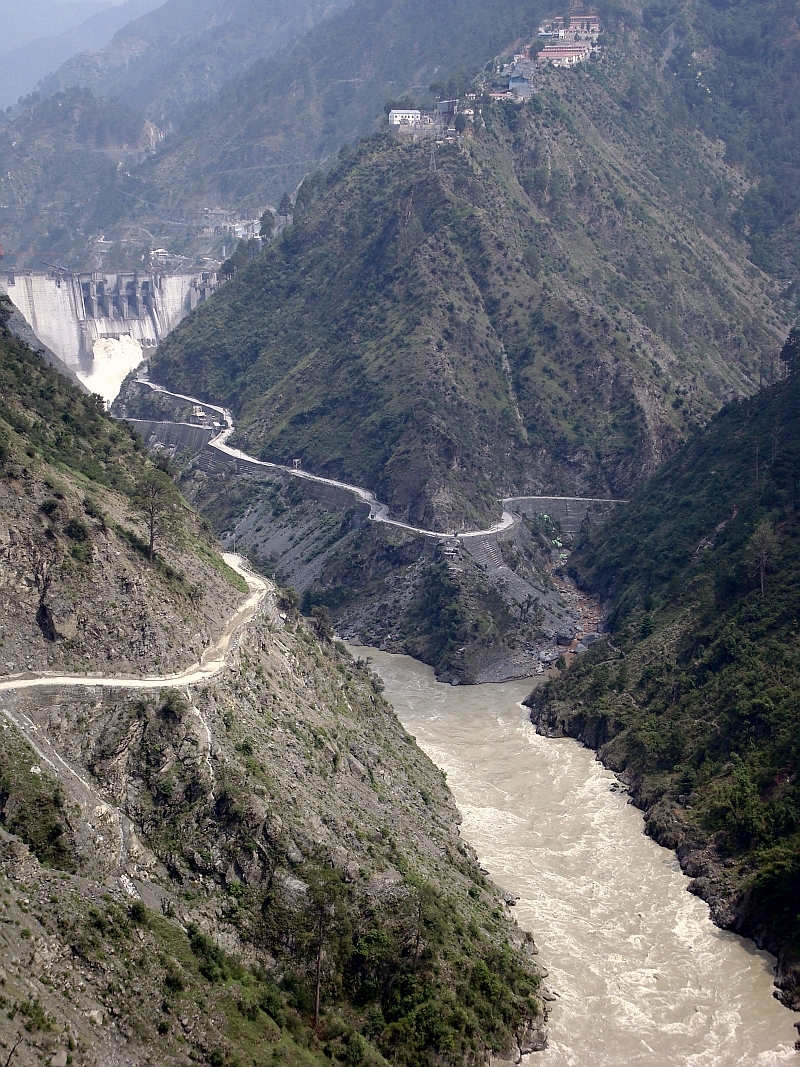
سد باگلیهار بر روی رود چناب.

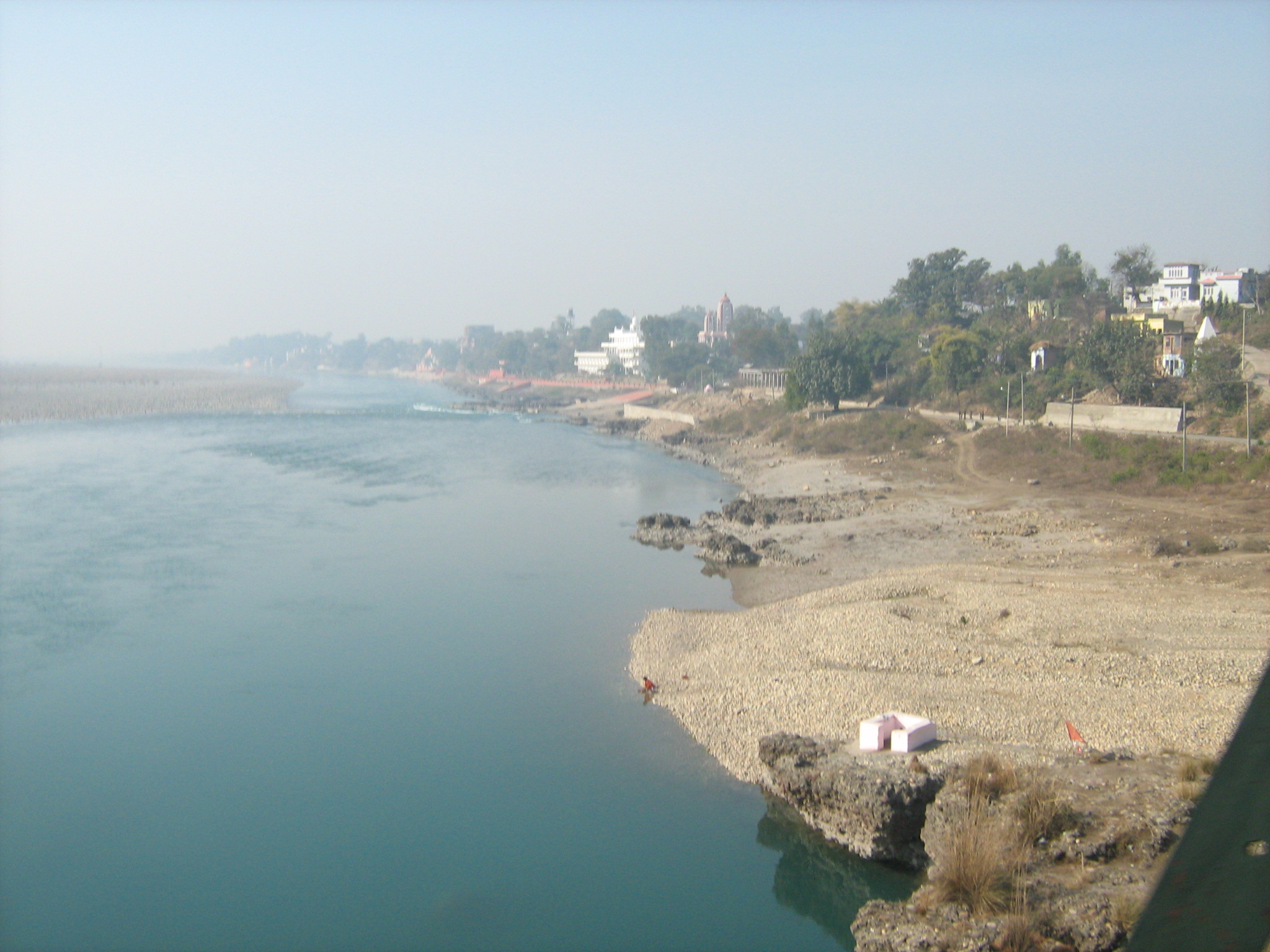
رود چناب در آکهنور هند.

چَناب (سانسکریت: चंद्रभाग/अक्सिनी، پنجابی: ਚਨਾਬ، هندی: चनाब، اردو: چَناب) از شاخابه‌های رود سند و از رودهای اصلی در منطقه جامو و کشمیر هند و پنجاب پاکستان است. نام این رود به معنای «رودخانه ماه» است.
این رود در شهرستان لاهول و سپیتی در ایالت هیماچال پرادش هند واقع در هیمالیای علیا سرچشمه می‌گیرد و پس از گذر از منطقه جامو به دشت‌های پنجاب پاکستان می‌ریزد.
حق‌آبه پاکستان از چناب بر پایه «پیمان‌نامه آب‌های سند» معین شده‌است.
از سدهای بزرگ بر روی این رود سد باگلیهار است. خبرگزاری‌ها در سال ۱۳۸۷ خورشیدی از تصمیم دهلی نو برای ساخت ۱۲ سد تازه بر روی رودخانه چناب خبر دادند. آصف علی زرداری، رئیس‌جمهور وقت پاکستان در آن سال گفت که این پروژه‌ها می‌تواند به روابط دو کشور آسیب بزند.
چناب شاهرگ حیاتی پنجاب به‌شمار می‌آید و در حس تعلق مردم منطقه به ناحیه پنجاب تأثیر زیادی دارد. در شهریور ۱۳۸۹ طغیان چناب آسیب زیادی به مناطق اطراف زد.

## اشارات تاریخی
این رود در دوره ودایی به نام چَندرَبهاگ (سانسکریت: चंद्रभाग) و هم‌چنین اَشکینی (अश्किनि) و ایسکامتی (इस्कामति) نامیده می‌شد. یونانیان نام اشیکینی را آکِسینِس تلفظ کرده و این رود را این‌گونه می‌نامیدند.
در داستان‌های تاریخی یونانی آمده‌است که اسکندر مقدونی در ۳۲۶ پیش از میلاد، با هشت هزار نفر از سپاهیان خود با کشتی از رود جهلم گذشت. در پیوندگاه رود جهلم و چناب، امواج رود دو فروند از کشتی‌های او را واژگون کردند.
در برهان قاطع درباره چناب آمده‌است: «رودیست بس بزرگ از ولایت پنجاب که آب آن بغایت لطیف و گواراست.»